# Saint-André-de-Vézines
Saint-André-de-Vézines is een gemeente in het Franse departement Aveyron (regio Occitanie) en telt 117 inwoners (1999). De plaats maakt deel uit van het arrondissement Millau.

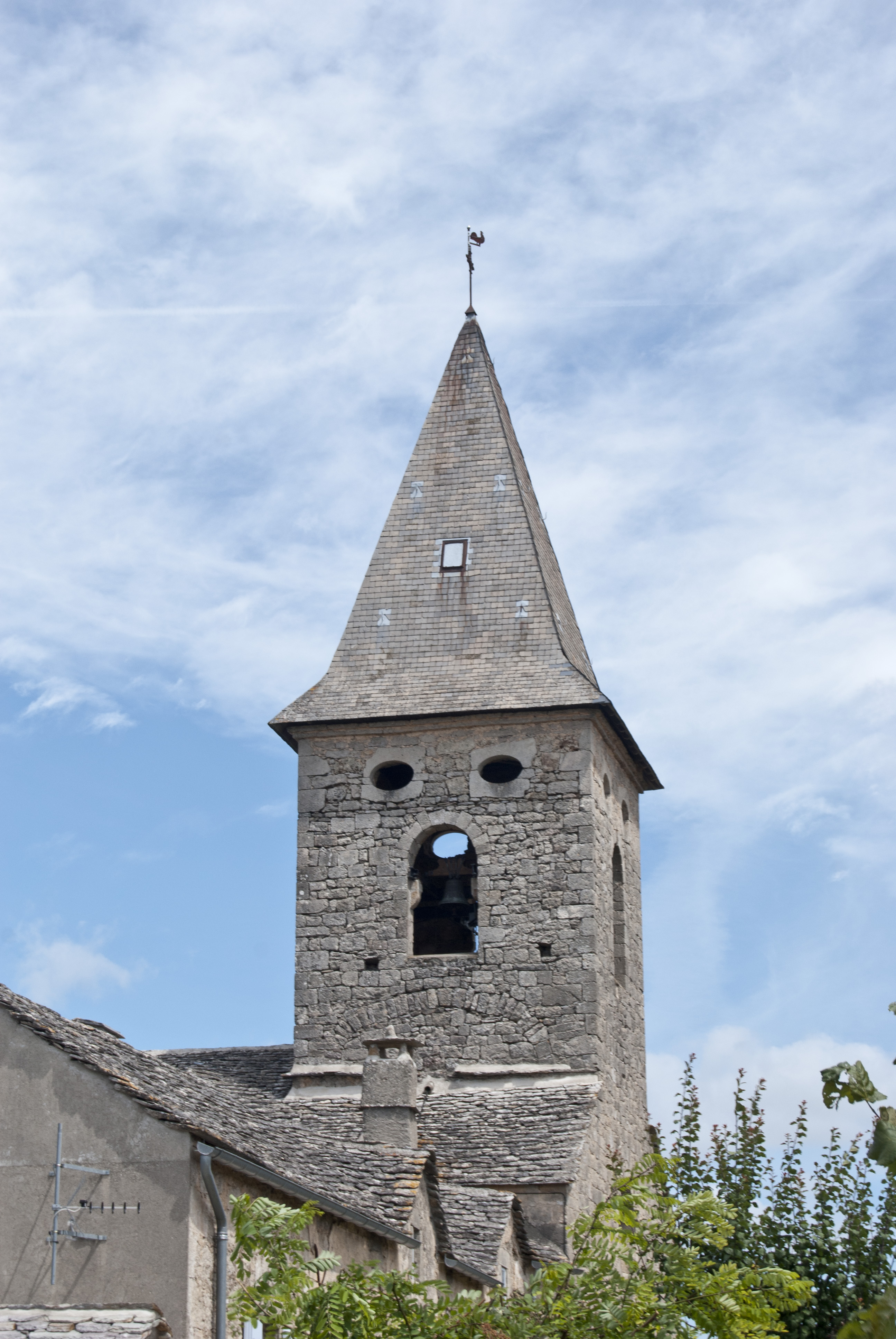
Kerk van Saint-André-de-Vézines

## Geografie
De oppervlakte van Saint-André-de-Vézines bedraagt 36,0 km², de bevolkingsdichtheid is 3,3 inwoners per km².

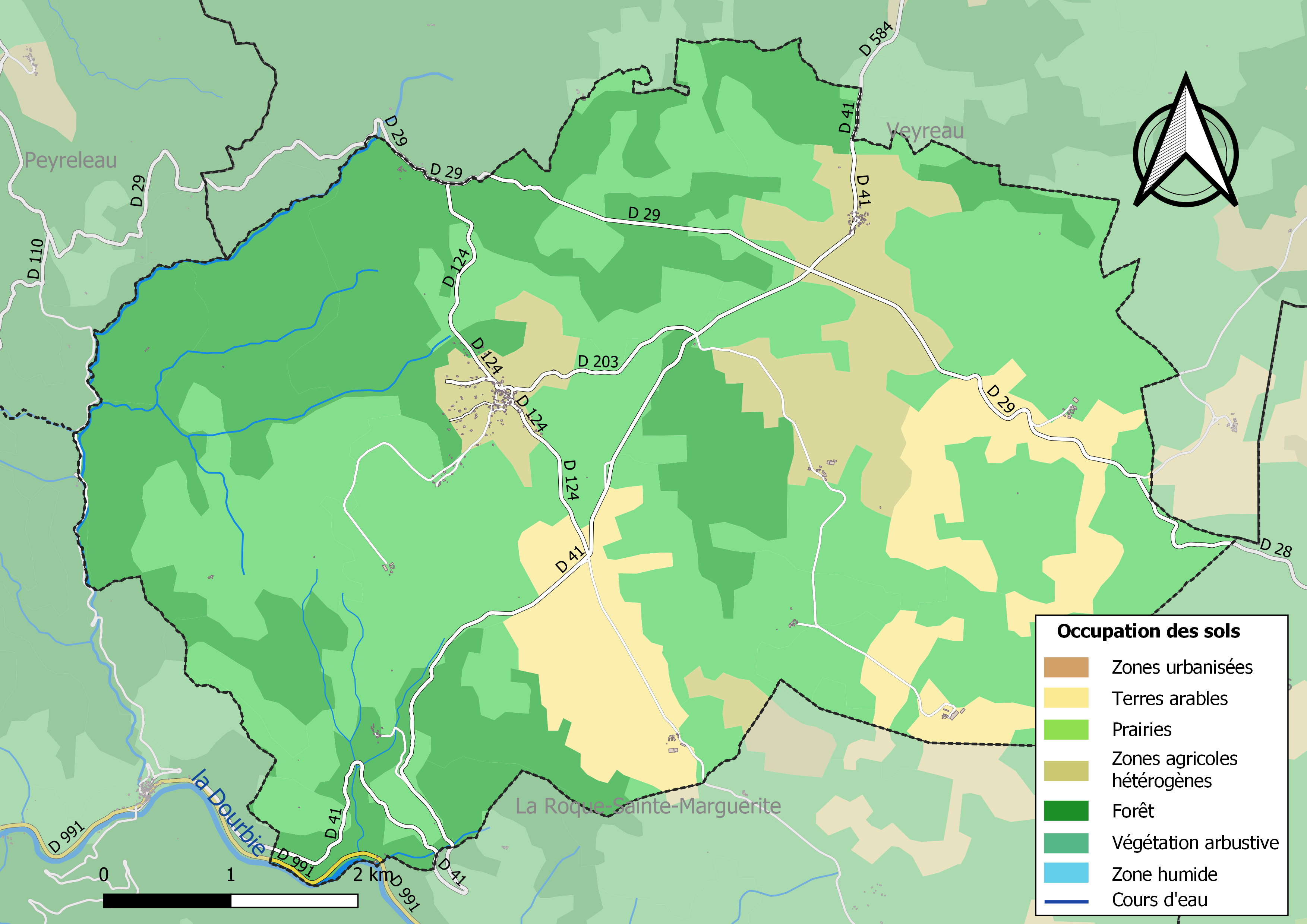
Kaart van de gemeente met de belangrijkste infrastructuur, bodemgebruik en omliggende gemeenten

## Demografie
Onderstaande figuur toont het verloop van het inwonertal (bron: INSEE-tellingen).

Vanwege een beveiligingsprobleem met de MediaWiki Graph-software is het momenteel niet mogelijk deze grafiek weer te geven. Zodra de software is bijgewerkt zal de grafiek vanzelf weer zichtbaar worden.